# Як пишеться слово сонце
«Як пишеться слово сонце» — радянський художній фільм 1978 року, знятий режисером Усенжаном Ібрагімовим на кіностудії «Киргизфільм».

## Сюжет
За мотивами повісті Ш. Бейшеналієва «Аманат». Аманат, залишений матір'ю і після смерті батька, ріс у діда з бабкою. Волею долі, виїхавши на показ художньої самодіяльності у місто, він зустрічається з матір'ю. Материнське почуття сколихнулося при зустрічі і мати всіляко намагається спокутувати провину перед сином, хоче здобути його увагу та любов.

## У ролях
- Алішер Каримшаков — Аманат Нураков
- Бакен Кидикеєва — Батма, бабуся Аманата
- Медель Маніязов — Нурак
- Асель Абдієва — Айгуль
- Гульсара Ажибекова — Алтинай
- Турсун Теміркулов — Бакір
- Шахан Мусін — Джунус Шеров
- Марія Курманалієва — Гояна
- Урумкан Ісмаїлова — сусідка
- Орозбек Кутманалієв — Далбай
- Джамал Сейдакматова — співачка
- Тинчилик Раззаков — танцівник
- Т. Садиков — голова
- Галина Степанова — Ольга Андріївна, вчителька
- К. Есенов — викладач
- Надир Патишев — епізод
- Т. Ходжибеков — епізод
- Е. Бісенгалієв — епізод
- Реджеб Курбанов — епізод
- Б. Моллаєв — епізод
- Н. Турсуналієв — епізод
- Еркін Риспаєв — епізод

## Знімальна група
- Режисер — Усенжан Ібрагімов
- Сценарист — Валентина Малиновська
- Оператор — Бекжан Айткулуєв
- Композитор — Руміль Вільданов
- Художники — Джолдожбек Касималієв, Кошмак Коргонбаєв